# Thomas Playford II

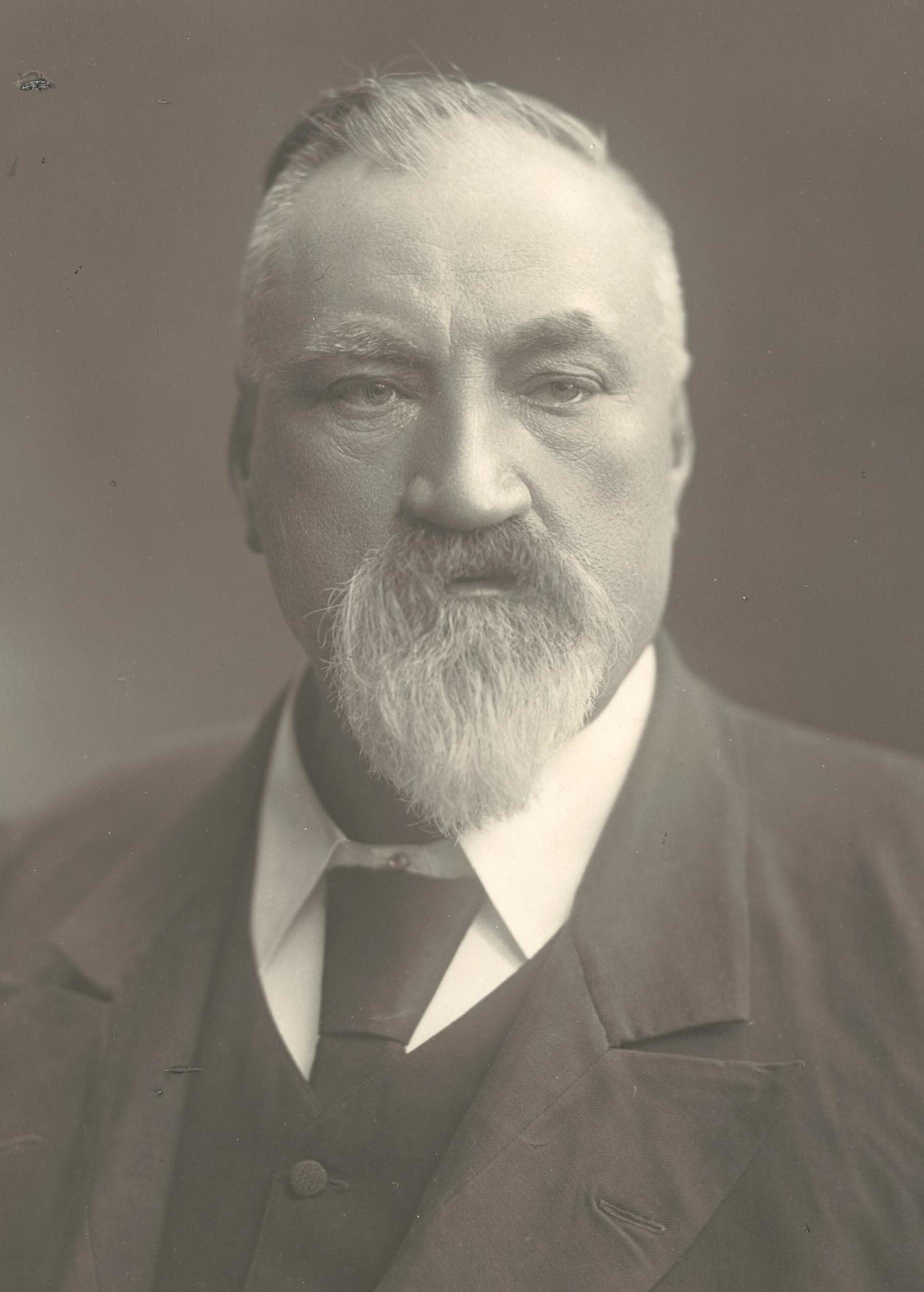
Thomas Playford (um 1900)

Hon. Thomas Playford II (* 26. November 1837 in Bethnal Green, Middlesex, England; † 9. April 1915 in Kent Town, South Australia) war ein australischer Politiker der Protectionist Party, der unter anderem von 1868 bis 1871, zwischen 1875 und 1894 sowie von 1899 bis 1901 Mitglied des South Australian House of Assembly sowie zwischen 1887 und 1889 und erneut von 1890 bis 1892 Premierminister von South Australia war. Ferner fungierte er zwischen 1894 und 1898 als Generalagent und damit als Vertreter von South Australia im Vereinigten Königreich. Er war des Weiteren von 1901 bis 1906 Mitglied des Bundessenats, in der Regierung Deakin I von 1903 bis 1904 Vizepräsident des Exekutivrates sowie in der Regierung Deakin II zwischen 1905 und 1907 Verteidigungsminister.

## Leben

### Abgeordneter und Minister
Thomas Playford II war der Sohn des Geistlichen Reverend Thomas Playford I, der 1844 mit seiner Familie nach South Australia auswanderte. Er selbst war als Obstbauer tätig und begann seine politische Laufbahn in der Kommunalpolitik zwischen 1862 und 1883 als Vorsitzender des Rates des Bezirks East Torrens. Als Nachfolger von William Milne wurde er bei der Wahl am 21. April 1868 im Zwei-Personen-Wahlkreis Onkaparinga erstmals zum Mitglied des South Australian House of Assembly gewählt, des Unterhauses des Parlaments von South Australia. Seine Integrität und sein direktes Auftreten spiegelten sich im Beinamen „Ehrlicher Tom“ („Honest Tom“) wider, aber seine oft unverblümten und taktlosen Reden brachten ihm mehr als einmal die Missbilligung seiner Kollegen und seiner Wählerschaft ein und führten zu seiner Niederlage bei der Wahl am 14. Dezember 1871, woraufhin William Henry Bundey sein Nachfolger wurde. Bei der Wahl am 10. Februar 1875 wurde er als Nachfolger von George Stevenson im Zwei-Personen-Wahlreis East Torrens wiederum zum Mitglied der Legislativversammlung gewählt und vertrat den Wahlkreis bis zum 5. April 1887, woraufhin er von Saul Solomon abgelöst wurde. 1875 war er Gründungsvorsitzender seines Unternehmens East End Market Company.
Am 2. Februar 1876 wurde Playford in die zweite Regierung von Premier James Boucaut berufen und bekleidete in dieser bis zum 6. Juni 1876 das Amt als Minister für Ländereien der Krone und Einwanderung (Commissioner of Crown Lands and Immigration). Den Posten als Minister für Ländereien der Krone und Einwanderung übernahm er erneut zwischen dem 26. Oktober 1877 und dem 27. September 1878 in der dritten Regierung von Premier Boucaut sowie vom 27. September 1878 bis zum 24. Juni 1881 in der darauf folgenden Regierung von Premier William Morgan. 1882 bereiste er Neuseeland, Europa und die Vereinigten Staaten von Amerika. In der zweiten Regierung von Premier John Colton fungierte er zwischen dem 16. Juni 1884 und dem 4. Februar 1885 zunächst als Minister für öffentliche Arbeiten (Commissioner of Public Works) und nach einer Umbildung der Regierung vom 4. Februar bis zum 16. Juni 1885 abermals als Minister für Ländereien der Krone und Einwanderung. Als Nachfolger von Jenkin Coles wurde er 1886 Oppositionsführer in der Legislativversammlung und bekleidete diese Funktion bis zu seiner Ablösung durch John Downer 1887. Bei der Wahl am 6. April 1887 wurde er als Nachfolger von Patrick Boyce Coglin im Zwei-Personen-Wahlkreis Newcastle wieder in das House of Assembly gewählt und vertrat den Wahlkreis bis zum 18. April 1890, woraufhin dieser von Joseph Hancock übernommen wurde.

### Premierminister von South Australia
Nach der Wahl bildete Thomas Playford II am 11. Juni 1887 als Premierminister von South Australia seine erste Regierung und löste dabei die erste Regierung von Premier John Downer ab. In seiner Regierung fungierte er zudem zwischen dem 11. Juni 1887  und dem 27. Juni 1889 als Schatzminister (Treasurer). Seine wichtigste Errungenschaft war die Einführung des ersten systematischen Zollsystems für Südaustralien. Seine Regierung wurde am 27. Juni 1889 durch ein von John Cockburn eingebrachtes Misstrauensvotum gestürzt, obwohl seine Antwort auf diesen Antrag als „eine der meisterhaftesten Reden“ („one of the most masterly“), die jemals dem Parlament von South Australia gehört wurden, aufgezeichnet wurde. Daraufhin wurde John Cockburn selbst Premier, während Playford erneut die Funktion als Oppositionsführer übernahm. 1889 war er außerdem Präsident des Federal Council of Australasia, ein Vorläufer des zum 1. Januar 1901 gegründeten Australischen Bundes. Am 19. April 1890 wurde er im Zwei-Personen-Wahlkreis East Torrens als Nachfolger von Saul Solomon wieder zum Mitglied der South Australian House of Assembly gewählt und vertrat diesen Wahlkreis nunmehr bis zu seinem Mandatsverzicht am 17. April 1894, woraufhin David Packham ihn ablöste.
Nach der Wahl vom 9. bis 23. April 1890 bildete Tom Playford als Nachfolger von John Cockburn am 19. August 1890 als Premier seine zweite Regierung und bekleidete dieses Amt bis zum 21. Juni 1892, woraufhin Frederick Holder als Premier seine erste Regierung bildete. In seiner Regierung übernahm er zwischen dem 19. Juni 1890 und dem 6. Januar 1892 auch noch das Amt als Schatzminister und reduzierte in dieser Zeit die Staatsverschuldung erheblich. Er war 1890 Mitglied der Australasian Federation Conference in Melbourne sowie 1891 Mitglied der National Australasian Convention in Sydney, die sich mit der Gründung eines Australischen Bundes befassten. Das Amt als Schatzminister hatte er abermals vom 16. Juni 1893 bis zum 17. April 1894 in der liberalen Regierung von Premier Charles Kingston inne und fungierte in dieser zudem zwischen dem 16. und 21. Juni 1893 auch noch einmal als Minister für Ländereien der Krone und Einwanderung.

### Generalagent im Vereinigten Königreich, Bundessenator und Bundesminister

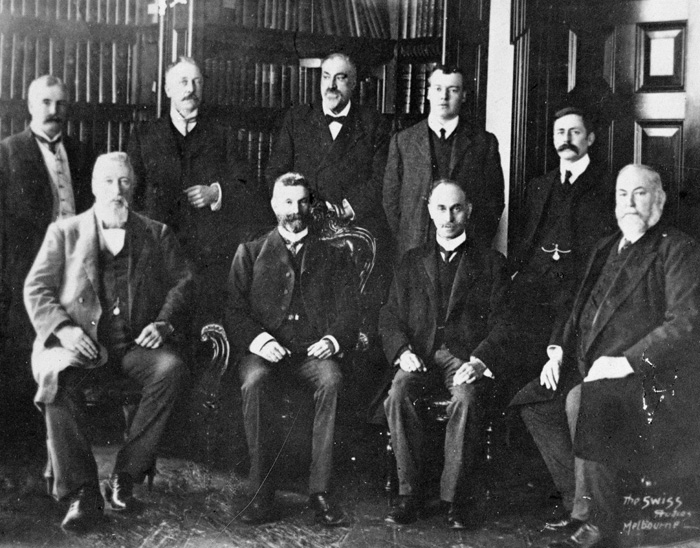
Die Regierung Deakin II.

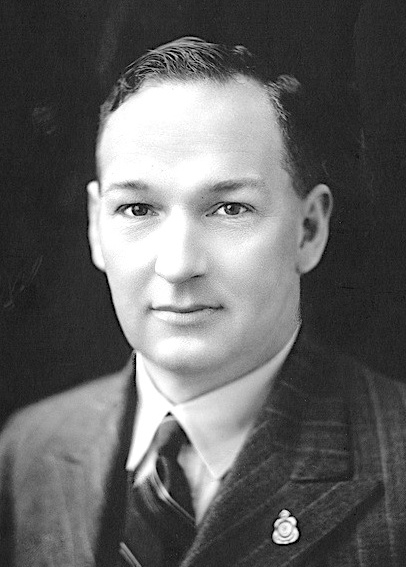
Thomas Playford IV, einer der Enkel von Thomas Playford II, war mit einer Amtszeit von über 26 Jahren zwischen 1938 und 1965 der Premierminister von South Australia mit der längsten Regierungszeit dieses Bundesstaates.

Nach seinem Ausscheiden aus Regierung und Legislativversammlung wurde Playford 1894 als Nachfolger des früheren Premiers John Cox Bray Generalagent und damit Vertreter von Südaustralien im Vereinigten Königreich und bekleidete dieses Amt bis zu seiner Ablösung durch den ehemaligen Premier John Cockburn 1898. Nach seiner Rückkehr nach Südaustralien wurde er am 29. April 1899 als Nachfolger von William Randell im Zwei-Personen-Wahlkreis Gumeracha noch einmal zum Mitglied des South Australian House of Assembly gewählt und vertrat als Hinterbänkler (Backbencher) diesen Wahlkreis bis zu seinem Mandatsverzicht am 8. Mai 1901, woraufhin William Jamieson ihn dort ablöste. Ende 1899 wechselte er zur Opposition, um die Regierung von Premier Kingston wegen einer möglichen Benachteiligung der Macht des Legislativrates (South Australian Legislative Council), des Oberhauses des Parlaments, zu stürzen. In dieser Zeit beteiligte er sich auch aktiv mit der Gründung des Australischen Bundes zum 1. Januar 1901 sowie der Ausarbeitung der Verfassung von Australien.
Nach der Gründung des Australischen Bundes wurde Thomas Playford bei der ersten Parlamentswahl in Australien am 29./30. März 1901 für die Protectionist Party für South Australia zum Mitglied des Bundessenats gewählt, des Oberhauses des Australischen Parlaments. Zu Beginn seiner Senatsmitgliedschaft war er vom 6. Juni 1901 bis zum 15. Dezember 1904 Mitglied des Hauptausschusses sowie zwischen dem 24. März 1903 und dem 27. April 1904 als Leader of the Government in the Senate Vorsitzender der Regierungsfraktion im Senat. Am 24. September 1903 wurde er zudem in die Regierung Deakin I von Premierminister Alfred Deakin berufen und bekleidete in dieser bis zum 27. April 1904 im Range eines Kabinettsministers das Amt des Vizepräsidenten des Exekutivrates (Vice-President of the Executive Council). Darüber hinaus war er zwischen dem 7. Oktober 1903 und dem 12. Oktober 1906 Mitglied des Geschäftsordnungsausschusses des Senats.
Tom Playford war zwischen 1905 und dem 31. Dezember 1906 erneut Leader of the Government in the Senate und übernahm am 5. Juli 1905 in der Regierung Deakin II das Amt als Verteidigungsminister (Minister for Defence) und bekleidete dieses bis zum 24. Januar 1907, woraufhin Thomas Ewing diesen Posten übernahm. Bei der Parlamentswahl am 12. Dezember 1906 erlitt er eine Wahlniederlage und verlor zum 31. Dezember 1906 sein Mandat im Bundessenat. Er reiste anschließend durch Asien, bevor er nach Adelaide zurückkehrte, wo er bei der Parlamentswahl am 13. April 1910 einen weiteren erfolglosen Versuch unternahm, wieder in den Bundessenat gewählt zu werden.
Playford heiratete am 16. Dezember 1860 Mary Jane Kinsman, Tochter von Reverend William Kinsman. Das Paar hatte fünf Söhne, fünf Töchter und eine Adoptivtochter. Einer seiner Enkel war Thomas Playford IV, der mit einer Amtszeit von über 26 Jahren vom 5. November 1938 bis zum 10. März 1965 der Premierminister von South Australia mit der längsten Regierungszeit dieses Bundesstaates war.

## Veröffentlichung
- Discourses on the gospel of the kingdom and other subjects, Sherring & Webb, Adelaide 1861

## Hintergrundliteratur
- Our Inheritance in the Hills, Adelaide, 1889
- H. Hussey: More Than Half a Century of Colonial Life and Christian Experience, Adelaide, 1897
- Hon. Thomas Playford, Adelaide, 1897
- R. L. Reid: Honest „Tom“ Playford, Adelaide University Magazine, 1962